# Марцин Левандовський
Марцин Левандовський (пол. Marcin Lewandowski, нар. 13 червня 1987) — польський легкоатлет, який спеціалузіється в бігу на середні дистанції, учасник Олімпійських ігор, переможець та призер світових і континентальних першостей, володар низки національних рекордів у бігу на середні дистанції.

## Спортивна кар'єра
На світовій першості-2019 в Досі виборов «бронзу» на 1500-метровій дистанції.
У сезоні-2021 у приміщенні здобув «срібло» європейської першості з бігу на 1500 метрів.